# Fabrizio Fabbri
Fabrizio Fabbri (Ferruccia di Agliana, 28 settembre 1948 – Pisa, 3 giugno 2019) è stato un dirigente sportivo e ciclista su strada italiano.
Professionista dal 1970 al 1979, fu gregario al servizio di capitani come Felice Gimondi e Francesco Moser. Dopo il ritiro dalle corse ha ricoperto la carica di direttore sportivo presso squadre ciclistiche professionistiche e dilettantistiche.

## Carriera
Campione toscano dilettanti nella fine anni sessanta tra le file dell'U.C.P. ISA di Iolo, passa professionista nel 1970 con la Filotex di Waldemaro Bartolozzi. Nove furono le sue partecipazioni al Giro d'Italia, con tre vittorie di tappa e due buoni piazzamenti in classifica generale: un dodicesimo posto nel 1975 ed un tredicesimo l'anno seguente.
Conclusa la carriera agonistica nel 1979, è rimasto nel mondo del ciclismo come direttore sportivo. In questa vesta ha diretto squadre dilettantistiche toscane, tra le quali l'U.C. Casini-Vellutex, passando poi, nel 1993, sull'ammiraglia della Mapei, e rimanendovi per dieci stagioni, fino al 2002. Nel 2003 segue la Nazionale italiana di ciclismo open, tra le cui file il giovane Damiano Cunego vincerà il Tour of Qinghai Lake. Nel 2009 sale sull'ammiraglia dell'Amica Chips-Knauf, squadra professionistica poi sospesa dall'Unione Ciclistica Internazionale a metà stagione per motivi economici.
Dal 2011 conduceva un programma sportivo per Radio Manà Sport. Fabbri ha fatto parte della commissione del premio internazionale ciclistico Giglio d'Oro.

## Palmarès
- 1966 (dilettanti)

Trofeo Matteotti - Marcialla
Gran Premio Città di Pistoia
- 1969 (dilettanti)

Gran Premio Comune di Cerreto Guidi
Campionato toscano
- 1971 (Cosatto, due vittorie)

Gran Premio Industria di Belmonte Piceno
Roma-Tarquinia
- 1972 (Van Cauter, una vittoria)

5ª tappa Giro d'Italia (Foggia > Montesano sulla Marcellana)
- 1973 (Magniflex, due vittorie)

Gran Premio Industria e Commercio di Prato
5ª tappa, 2ª semitappa Tour de Suisse (Siebnen > Sattelegg)
- 1974 (Flandria-Mars, due vittorie)

Gran Premio Industria e Commercio di Prato
Classifica generale Giro di Puglia
- 1975 (Bianchi, tre vittorie)

Giro dell'Appennino
Tre Valli Varesine
16ª tappa Giro d'Italia (Arenzano > Orta San Giulio)
- 1976 (Bianchi, una vittoria)

9ª tappa Giro d'Italia (Bagnoli Irpino > Rifugio Aremogna)

## Piazzamenti

### Grandi Giri
- Giro d'Italia

1970: 63º
1971: 28º
1972: 34º
1973: 39º
1974: 43º
1975: 12º
1976: 13º
1977: 49º
1978: 26º
- Tour de France

1975: 33º
- Vuelta a España

1972: ritirato (15ª tappa)
1977: 45º

### Classiche monumento
- Milano-Sanremo

1970: 92º
1974: 26º
1975: 81º
1978: 97º
- Giro di Lombardia

1974: 18º
1976: 22º
1977: 10º

### Competizioni mondiali
- Campionati del mondo

Barcellona 1973 - In linea: 26º
Montréal 1974 - In linea: 13º
Yvoir 1975 - In linea: ritirato
Ostuni 1976 - In linea: 26º
San Cristóbal 1977 - In linea: 23º
Nürburgring 1978 - In linea: ritirato